# Yanick van Osch
Yanick van Osch (* 24. März 1997 in ’s-Hertogenbosch) ist ein niederländischer Fußballtorwart. Er spielt seit 2023 beim SC Cambuur. Außerdem absolvierte van Osch mehrere Spiele für die niederländischen Nachwuchsnationalmannschaften.

## Karriere

### Verein
Yanick van Osch wurde in der F-Jugend in die Nachwuchsakademie der PSV Eindhoven aufgenommen und absolvierte am 21. Oktober 2016 sein erstes Spiel für die zweite Mannschaft in der Eerste Divisie, der zweiten niederländischen Liga. Bisher absolvierte er 37 Punktspieleinsätze für die Reservemannschaft. Yanick van Osch unterzeichnete im Juni 2013 einen Profivertrag bis 2016, der im März 2016 bis 2018 und im November 2017 bis 2020 verlängert wurde. Im September 2017 wurde er zudem in den Profikader befördert, kam dort allerdings nicht zum Einsatz.
Im Sommer 2020 wechselte er zum Erstliga-Konkurrenten Fortuna Sittard und konnte sich dort im Laufe der Hinrunde der Saison 2020/21 gegen den bisherigen Stammtorhüter Alexei Koșelev durchsetzen. Die anschließende Saison 2021/22 bestritt er ebenfalls als Stammtorhüter, ehe er den Status in der darauf folgenden Spielzeit 2022/23 an den neu verpflichteten Ivor Pandur verlor. Im Sommer 2023 verließ er den Verein daraufhin und schloss sich dem Zweitliga-Absteiger SC Cambuur an.

### Nationalmannschaft
Yanick van Osch absolvierte drei Partien für die niederländische U16-Nationalmannschaft sowie elf für die U17, mit der er an der U17-Europameisterschaft 2014 in Malta teilnahm und dort das Finale erreichte. In der Folge spielte van Osch mindestens einmal für die niederländische U18-Nationalelf und 16 Mal für die U19-Nationalmannschaft, mit der er bei der U19-Europameisterschaft 2019 in Deutschland das Halbfinale erreichte. Nach einer Partie für die U20 kam er am 27. März 2017 bei einem Vier-Nationen-Turnier in Spanien gegen Österreich zudem zu einem Einsatz für die niederländische U21-Nationalmannschaft.